# Rémi Picquette
Rémi Picquette (Francia, 23 de febrero de 1995) es un jugador profesional francés de rugby que se desempeña en la posición de segunda línea en Stade Rochelais, equipo perteneciente a la liga Top 14.

## Carrera
Picquette es un jugador de formación francesa (JIFF). Comenzó su carrera deportiva con el equipo Lille Métropole Rugby, en el cual jugó dos temporadas (2012-2014), después pasó a Stade Rochelais (2014-2017), luego a Rugby Club Vannes (2017-2021), posteriormente regresó a Stade Rochelais, donde lleva jugando tres temporadas.